# Петър Вучков
Петър Иванов Вучков е български актьор и телевизионен водещ.

## Биография
Роден е в град Варна на 2 септември 1938 г. Преди да започне да се занимава с актьорско майсторство, работи като екскурзовод с полски език в Златни пясъци.

## Актьорска кариера
През 1964 г. завършва ВИТИЗ „Кръстьо Сарафов“ със специалност актьорско майсторство за драматичен театър в класа на професор Желчо Мандаджиев. През същата година става член на САБ.
Работи в Музикално-драматичен театър „Константин Кисимов“ във Велико Търново (1964 – 1965), Драматичен театър „Йордан Йовков“ в Толбухин (1965 – 1968), Драматичен театър „Гео Милев“ в Стара Загора (1969 – 1970), Драматичен театър „Боян Дановски“ в Перник (1970 – 1979), Театър 199.

## Кариера на телевизионен водещ
Въпреки че играе в няколко известни филма, Вучков е най-познат като водещ на предаванията по БНТ „Минута е много“ и „Няма време“.

## Кариера на озвучаващ актьор
Озвучава филми и сериали, излъчени по Българска телевизия и Ефир 2 през 70-те и 80-те години на двадесети век, измежду които анимационният сериал „Розовата пантера“ и игралния филм „Великият диктатор“.

## Театрални роли
- „Чифликът край границата“ (Йордан Йовков) – Галчев
- „Прекрасната обущарка“ (Федерико Гарсия Лорка)
- „На дъното“ (Максим Горки) – Веска Пепел
- „Иван Кондарев“ (Емилиян Станев)

## Телевизионен театър
- „Сватбата на Фигаро“ (Сам Бомарше) (1978)
- „Пластове“ (1977) (Петър Кольовски)
- „История на бъдещето“ (1972), 2 серии

## Филмография
| Година      | Филми/Сериали             | Серии | Копродукции             | Роля                                                           |
| ----------- | ------------------------- | ----- | ----------------------- | -------------------------------------------------------------- |
| 1985        | Пътят на музикантите      |       |                         | съдържателят                                                   |
| 1982        | Човек не съм убивал       |       |                         | Неделчев                                                       |
| 1979        | Тайфуни с нежни имена     | 3     |                         | следовател                                                     |
| 1976        | Реквием за една мръсница  | 2     |                         | майор Драганов, следовател (в I серия: „Синята безпределност“) |
| 1972        | Трета след Слънцето       | 2     |                         | Рей                                                            |
| 1972        | Автостоп                  |       |                         | шофьор на камион                                               |
| 1971 – 1972 | Това спокойно всекидневие | 3     |                         |                                                                |
| 1970        | Езоп                      |       | България / Чехословакия | първи пратеник на Крез                                         |
| 1969 – 1971 | Демонът на империята      | 10    |                         | контето от влака                                               |
| 1968        | Танго                     |       |                         | затворник, съкилийник на Борис                                 |
| 1962        | Двама под небето          |       |                         | Ичо (не е посочен в надписите на филма)                        |
| 1961        | Хроника на чувствата      |       |                         | Стефан, арматурист                                             |